# Gens Aemilia
Die gens Aemilia war eine der wichtigsten patrizischen Familien (gentes maiores) im römischen Reich. Ihre Mitglieder führten das Gentilnomen Aemilius (weibliche Form Aemilia). Die Familie stellte Politiker, Senatoren und Konsuln und brachte Dichter hervor. Marcus Aemilius Aemilianus war im Jahr 253 römischer Kaiser.
Die Zweige der Familie waren Barbula, Buca, Lepidus, Mamercus, Papus, Paullus, Regillus und Scaurus. Von diesen Zweigen waren die Aemilii Lepidi die namhaftesten, besonders gegen Ende der Römischen Republik.
Nach der gens Aemilia sind die Via Aemilia in der heutigen Provinz Emilia-Romagna und die Basilica Aemilia in Rom benannt.

## Namensherkunft
Die gens Aemilia war eine sehr alte Familie. Sie leitete ihre Abstammung von Mamercus her, einem legendären Sohn des Pythagoras, der aufgrund seiner Redekunst auch Aemylos oder Aimilios genannt wurde. Das griechische Adjektiv aimylos oder aimylios bedeutet „einnehmend“, „gewinnend“, „schlau“.
Eine andere, von Plutarch angegebene Version besagt, Mamercus sei ein Sohn des Königs Numa Pompilius gewesen, der wiederum ein Bewunderer des Pythagoras war und seinen Sohn daher nach dessen Sohn benannt habe. Vermutlich ist die Ähnlichkeit zwischen Aemilius und dem griechischen Wort Aimilios jedoch lediglich zufällig.
Nach einer weiteren Überlieferung war Aimylos, Sohn des Königs Ascanius, der Stammvater der gens Aemilia. Alle diese genealogischen Anknüpfungen sind jedoch ohne historische Grundlage.

## Bedeutende Aemilii
- Aemilius Aemilianus (Tribun), römischer Offizier im 3. Jahrhundert
- Marcus Aemilius Aemilianus (207/213–253), römischer Kaiser 253, siehe Aemilianus (Kaiser)
- Aemilius Asper, Kommentator
- Aemilius Crispinus, römischer Offizier, 3. Jahrhundert
- Aemilius Macer, Dichter, 1. Jahrhundert v. Chr.
- Aemilius Magnus Arborius, spätantiker Rhetor
- Aemilius Papinianus, Jurist, siehe Papinian
- Blossius Aemilius Dracontius, Dichter und Rhetoriker, 5. Jahrhundert
- Gaius Aemilius Berenicianus Maximus, römischer Suffektkonsul Anfang des 3. Jahrhunderts
- Gaius Aemilius Mamercinus, römischer Konsulartribun 394 v. Chr. und 391 v. Chr.
- Gaius Aemilius Severus Cantabrinus, römischer Suffektkonsul 193
- Gnaeus Papirius Aelianus Aemilius Tuscillus, römischer Senator
- Lucius Aemilius Barbula, römischer Konsul 281 v. Chr.
- Lucius Aemilius Carus (Konsul 144), römischer Politiker
- Lucius Aemilius Carus (Statthalter), römischer Politiker, Sohn des Konsuls von 144
- Lucius Aemilius Honoratus, römischer Statthalter, 1. oder 2. Jahrhundert
- Lucius Aemilius Iuncus (Suffektkonsul 127) († nach 135), römischer Senator
- Lucius Aemilius Iuncus (Suffektkonsul 179), römischer Senator
- Lucius Aemilius Lepidus Paullus, römischer Konsul 50 v. Chr.
- Lucius Aemilius Longus, römischer Suffektkonsul 146
- Lucius Aemilius Mamercinus (Konsulartribun), römischer Politiker, Konsulartribun 391, 389, 387, 383, 382 und 380 v. Chr.
- Lucius Aemilius Mamercinus (Konsul), römischer Politiker, Konsul 366 und 363 v. Chr.
- Lucius Aemilius Mamercinus Privernas,  römischer Politiker, Konsul 341 und 329 v. Chr.
- Lucius Aemilius Mamercus (Militärtribun), römischer Militärtribun
- Lucius Aemilius Mamercus (Konsul), römischer Konsul, 5. Jahrhundert v. Chr.
- Lucius Aemilius Naso Fabullinus, römischer Offizier, 2. Jahrhundert
- Lucius Aemilius Papus (Konsul), römischer Konsul 225 v. Chr., Zensor 220 v. Chr.
- Lucius Aemilius Papus (Prätor) († 172 v. Chr.), römischer Politiker, Prätor 205 v. Chr.
- Lucius Aemilius Paternus, römischer Centurio, 1. und 2. Jahrhundert
- Lucius Aemilius Paullus (Konsul 219 v. Chr.),  († 216 v. Chr.), römischer Feldherr und Politiker, Konsul 219 v. Chr. und 216 v. Chr.
- Lucius Aemilius Paullus Macedonicus, (um 229 v. Chr.–160 v. Chr.), römischer Feldherr und Politiker
- Lucius Aemilius Paullus (Konsul 50 v. Chr.), († nach 43 v. Chr.), römischer Senator
- Lucius Aemilius Paullus (Konsul 1), römischer Politiker und Senator
- Lucius Aemilius Regillus, römischer Prätor, 2. Jahrhundert v. Chr.
- Lucius Aemilius Salvianus, römischer Offizier, 2. und 3. Jahrhundert
- Lucius Aemilius Sullectinus, römischer Offizier, 2. und 3. Jahrhundert
- Mamercus Aemilius, römischer Diktator 437 und 434 v. Chr.
- Mamercus Aemilius Lepidus Livianus, römischer Konsul 77 v. Chr.
- Mamercus Aemilius Scaurus († 34), römischer Senator, Dichter und Redner, Suffektkonsul 21
- Manius Aemilius Lepidus (Münzmeister), römischer Tresvir monetalis um 114/113 v. Chr.
- Manius Aemilius Lepidus (Konsul 66 v. Chr.) (vor 108 v. Chr.–49/43 v. Chr.), römischer Senator
- Manius Aemilius Lepidus (Konsul 11), römischer Senator
- Manius Aemilius Lepidus Numida, römischer Decemvir vor 236 v. Chr. bis 211 v. Chr.
- Manius Aemilius Mamercinus, römischer Konsul 410 v. Chr.
- Marcus Aemilius Barbula, römischer Konsul 230 v. Chr.
- Marcus Aemilius Bassus, römischer Offizier, 2. Jahrhundert
- Marcus Aemilius Lepidus (Konsul 285 v. Chr.), römischer Politiker
- Marcus Aemilius Lepidus (Konsul 232 v. Chr.), römischer Politiker
- Marcus Aemilius Lepidus (Prätor 218 v. Chr.), römischer Politiker
- Marcus Aemilius Lepidus (Konsul 187 v. Chr.) († 152 v. Chr.), römischer Politiker
- Marcus Aemilius Lepidus (Konsul 158 v. Chr.), römischer Politiker
- Marcus Aemilius Lepidus (Konsul 126 v. Chr.), römischer Politiker
- Marcus Aemilius Lepidus (Konsul 78 v. Chr.) (genannt der Nette; 120 v. Chr.–77 v. Chr.), römischer Politiker
- Marcus Aemilius Lepidus der Jüngere († 31 v. Chr.), römischer Politiker, von Octavian hingerichtet
- Marcus Aemilius Lepidus (Triumvir) (um 90 v. Chr.–12 v. Chr.), römischer Politiker
- Marcus Aemilius Lepidus (Konsul 6) († um 36), römischer Senator
- Marcus Aemilius Lepidus (Schwager des Caligula) (6–39), römischer Politiker, von Caligula hingerichtet
- Marcus Aemilius Lepidus Porcina (Konsul 137 v. Chr.), römischer Politiker
- Marcus Aemilius Papus (Diktator), römischer Diktator 321 v. Chr.
- Marcus Aemilius Papus (Konsul), römischer Konsul 135
- Marcus Aemilius Paullus (Konsul 302 v. Chr.), römischer Politiker
- Marcus Aemilius Paullus (Konsul 255 v. Chr.), römischer Politiker
- Marcus Aemilius Pius, römischer Offizier, 1. Jahrhundert
- Marcus Aemilius Scaurus der Ältere (um 163 v. Chr.–88 v. Chr.), römischer Politiker
- Marcus Aemilius Scaurus der Jüngere († nach 56 v. Chr.), römischer Politiker
- Marcus Aemilius Scaurus III., römischer Politiker
- Paullus Aemilius Lepidus († 13 v. Chr.), römischer Suffektkonsul 34 v. Chr. und Zensor 22 v. Chr.
- Publius Iulius Aemilius Aquila, römischer Politiker, 3. Jahrhundert
- Quintus Aemilius Barbula, römischer Konsul 317 und 311 v. Chr.
- Quintus Aemilius Laetus, römischer Präfekt der Prätorianergarde, 2. Jahrhundert
- Quintus Aemilius Lepidus, römischer Konsul 21 v. Chr.
- Quintus Aemilius Papus, römischer Konsul 282 und 278 v. Chr., Zensor 275 v. Chr.
- Tiberius Aemilius Mamercinus, römischer Konsul 339 v. Chr.
- Tiberius Aemilius Mamercus, römischer Konsul 470 und 467 v. Chr.

## Sonstige
- Aemilius Venustus, römischer Soldat (Kaiserzeit)